# О граде Божьем
«О граде Божьем против язычников» (лат. De Civitate Dei contra paganos) — один из основных трудов философа и богослова Аврелия Августина, в котором он представил развёрнутую концепцию философии истории. В сочинении впервые в европейской философии изложены линеарная концепция исторического времени и идеи морального прогресса.
Труд «О Граде Божьем» был написан в 413—427 годах, через несколько лет после взятия Рима вестготами. Это событие оказало большое влияние на Августина, который писал, что земные государства нестабильны и недолговечны по сравнению с общностями, созданными на основе духовного единения. В то же время он считал, что светская государственная власть дана людям свыше (провиденциализм), чтобы в мире был хоть какой-то порядок, поэтому в соответствии с принципом «Богу — богово, кесарю — кесарево» люди должны подчиняться законному правителю.
Другой важной темой книги является борьба против ересей. Августин оправдывает репрессивные меры против еретиков и принудительное обращение в ортодоксальное христианство, описывая это формулировкой «Принудь войти [в лоно церкви]!» (лат. Coge intrare!)

## Содержание

### Критика язычества
Августин начинает с критики римских обычаев и языческих религиозно-философских представлений. Он подчёркивает, что языческие боги не особо благоприятствовали римлянам. Например, они не спасли их от Эфесской вечерни (3:22) или от гражданской войны Мария и Суллы (3:29). Кроме того, языческие боги совсем не заботились о нравственности (2:6). В христианском Боге Августин отмечает «божественное милосердие» (лат. Divina misericordia — 1:8).

### Отношение к Платону
Далее он замечает, что (с его точки зрения) Платон в наибольшей степени «приближён к христианству» (8:5). При этом, платоники (Апулей), чтя Бога создателя, приносили жертвы и демонам как посредникам. Это Августин считает заблуждением и решительно отвергает.

### Критика стоицизма
Августин утверждает добродетель любви и осуждает апатию стоиков (14:9). Началом греха (лат. peccati) он называет не плоть, но злую волю, которая руководствуется гордостью (лат. superbia) (14:13-14).

### Политическая философия
Вслед за Платоном Августин утверждает, что государство основано на идее справедливости (лат. iustitia), без которой оно превращается в «разбойничью шайку» (лат. latrocinia — 4:4). Отсюда Августин выводит понятие «справедливой войны» (лат. iusta bella — 4:15; 19:7). Убийства, грабежи и пожары он относит к обычаям войны (лат. consuetudo bellorum; 1:7). Размышляя о заповеди «не убий», Августин подчёркивает, что она не распространяется на воинов и палачей, так как те убивают не по собственной воле, а по необходимости выполнить своё служение (1:21).
В политике Августин различает триаду: семья — город — государство (19:7). Причиной межчеловеческой розни он называет разницу языков. Однако истинного покоя в земном мире нет, поскольку даже праведные цари вынуждены вести справедливые войны. Римской республики как дела народа никогда не существовало (19:21). Рабство Августин объясняет следствием греха (19:15). Истинная добродетель происходит не от государственного воспитания, а от истинной религии (19:25).

### Град Божий и Град Земной
Августин описывает историю человечества как сосуществование двух общностей — "града Божьего (лат. civitas Dei) и «града Земного» (лат. civitas terrena). Одним предназначено «вечно царствовать с Богом», а другим «подвергаться вечному наказанию с дьяволом» (15:1). Сам термин «град Божий» (1:21) Августин заимствует из Псалмов (Пс. 86:3). Первым гражданином земного града был Каин. Граждан высшего града рождает благодать, а низшего — испорченная грехом природа (15:2). Ковчег Ноя Августин сравнивает с Иисусом Христом, а отверстие первого с раной второго (15:26). Однако он отвергает крайности как буквального, так и аллегорического понимания Писания (15:27). В числе граждан града Божьего Августин называет идумеянина Иова (18:47), жившего на три поколения позже патриарха Иакова.

### История
Августин полагает, что от сотворения человека до упадка Римской империи прошло не более 6 тыс. лет (12:10). Также он решительно отвергает «совечность» творения Творцу (12:16)
Августин связывает время Авраама с эпохой Ассирии времён Семирамиды (18:2) и Египта времён Исиды (18:3). Далее описан Моисей (18:8), получивший на горе Синай Ветхий Завет (18:11). Эпоху Троянской войны Августин связывает с периодом израильских Судей (18:19). Основание Рима как второго Вавилона относится к времени правления царя Езекии (18:22). Августин полагает, что и сивиллы предсказывали приход Иисуса Христа (18:23). Вавилонский плен относится к временам Ромула и Фалеса Милетского (18:24). Упоминает Августин и о переводе 70 толковников на греческий язык (18:42-43) и о рождении Иисуса Христа (18:47).

### Эсхатология
В теологии Августин осуждает хилиастов (20:7). Царство Христово (лат. regnum Christi) и есть нынешняя церковь (лат. ecclesia — 20:9). Первое воскресение мёртвых, о котором говорится в Апокалипсисе, есть ни что иное как воскресение духовное (20:10). Антихрист воссядет для совращения людей либо в церкви, либо в Храме Соломона (20:19). Августин настаивает на реальности вечных мучений в огне для грешников (21:2) и обосновывает их ссылкой на Библию (Ис. 66:24). Природа была создана доброй, но была извращена грехом (22:1). Много места Августин посвящает опровержению невозможности воскресения мёртвых (22:12) и вознесения их на небеса. Это, по его мнению, возможно даже для нерождённых младенцев (22:13). Женщины воскреснут в женских телах, хотя и не для плотских утех (22:17)